# Elise Vanderelst
Elise Vanderelst, född 27 januari 1998, är en friidrottare från Belgien. Hon deltog vid olympiska sommarspelen 2020.